# Régiments de cavalerie français d'Ancien Régime (S)
Cet article présente la liste des régiments de cavalerie français d'Ancien Régime, commençant par la lettre S.

## Régiment de Sailly dragons
- Régiment de Sailly dragons réformé le 10 décembre 1698[1]

## Régiment de Saint-Abre cavalerie
- Régiment de Saint-Abre cavalerie

Ce régiment est levé le 24 septembre 1651, par Jean de La Cropte, marquis de Saint-Abre. Il combat en Guyenne, puis en Catalogne jusqu'à la paix et est licencié le 20 juillet 1660.

## Régiment de Saint-Aignan cavalerie
- Régiment de Saint-Aignan cavalerie

Ce régiment est formé le 24 janvier 1638, par François de Beauvilliers, duc de Saint-Aignan. Engagé dans la guerre de Trente Ans il se trouve en Flandre, au siège de Saint-Omer, en Champagne à la bataille de Thionville en 1639, en Picardie en 1640 et au siège d'Aire en 1641. Le régiment est licencié en Lorraine à la fin de 1643.

## Régiment de Saint-André-Montbrun cavalerie
- Régiment de Saint-André-Montbrun cavalerie

Le régiment est formé, le 24 janvier 1638, par Alexandre du Puy, marquis de Saint-André-Montbrun. Engagé dans la guerre franco-espagnole, il est envoyé en Italie, et participe secours de Verceil en 1638, au combat de Cencio, à la prise de Chivasso, au combat et prise de Quiers en 1639, s'illustre au secours de Casal et au siège de Turin en 1640, au siège de Coni en 1641 aux prises de Nice et de Tortone en 1642, à la prise de Trino en 1643, aux prises de Santia et du château d'Asti en 1644, à la prise de Vigevano, au combat de la Mora en 1645, et à la prise d'Orbitello en 1646. Il passe en Catalogne en 1646 puis il revient en Italie en 1647, et se trouve engagé au siège de Crémone, puis aux prises du fort Saint-Philippe, d'Orbitello et de Salerne en 1648. Il passe en Provence en 1649, puis en Guyenne en 1650, et, appelé en Champagne, il assiste à la bataille de Rethel en 1650. Il revient en Italie en 1651, passe en Espagne et secours de Barcelone en 1652 passe en Guyenne en 1653, en Piémont puis Guyenne en 1654, retourne en Italie en 1655, participe au secours de Brescello et de Reggio, au siège de Pavie en 1655, au siège de Valencia en 1656, et au siège d'Alexandrie en 1657. Le régiment est licencié en Italie le 18 avril 1661.

## Régiment de Saint-Aunetz cavalerie
- Régiment de Saint-Aunetz cavalerie

C'est l'ancien régiment de Castelan cavalerie, qui est renommé « régiment de Saint-Aunetz cavalerie » après avoir été donné, le 19 novembre 1644, à Henri de Bourcier de Barry, marquis de Saint-Aunetz. Après avoir incorporé le régiment de Courvron cavalerie, il est engagé dans la guerre de Trente Ans, il se trouve en Italie en 1646, et participe à l'expédition des présides de Toscane, à la prise d'Orbitello et de Piombino en 1646. Envoyé en Catalogne en 1650, il prend le nom de régiment de La Marcousse cavalerie après avoir été donné en juin de la même année à Pierre de Chissé de La Marcousse.

## Régiment de Saint-Cinamond dragons
- Régiment de Saint-Cinamond dragons[2]

## Régiment de Saint-Géran cavalerie
- Régiment de Saint-Géran cavalerie

Le régiment est levé, le 27 juillet 1650, par Claude Maximilien de la Guiche, comte de Saint-Géran, pour la pacification du Bourbonnais. Passé dans le parti rebelle, il disparaît après la campagne.

## Régiment de Saint-Germain-Apchon cavalerie
- Régiment de Saint-Germain-Apchon cavalerie 

C'est l'ancien régiment de Pont de Gaut cavalerie, qui est renommé « régiment de Saint-Germain-Apchon cavalerie » après avoir été donné, le 16 juin 1651, à Louis, marquis de Saint-Germain-Apchon. Envoyé en Flandre, il rejoint la Champagne en 1653, et participe au siège de Sainte-Menehould. Il est licencié en Champagne, le 20 juillet 1660.

## Régiment de Saint-Lieu cavalerie
- Régiment de Saint-Lieu cavalerie 

C'est l'ancien régiment de Chémerault-Étranger cavalerie, qui est renommé « régiment de Saint-Lieu cavalerie » en 1651. Engagé dans la guerre franco-espagnole le régiment se trouve à la bataille du faubourg Saint-Antoine en 1652, aux prises de Vervins, de Rethel, de Mouzon, et de Sainte-Menehould en 1653, à la prise de Stenay, et au secours d'Arras en 1654, aux prises de Condé, de Landrecies, et de Saint-Ghislain en 1655, au siège de Valenciennes en 1656, à la prise de Montmédy en 1657, au siège de Dunkerque, et à la bataille des Dunes en 1658. Le régiment est licencié en Flandre, 18 août 1661, à l'exception de la compagnie de mestre de camp.

## Régiment de Saint-Loup cavalerie (1657-1659)
- Régiment de Saint-Loup cavalerie (1657-1659)

C'est l'ancien régiment de Chamboy cavalerie, qui est renommé « régiment de Saint-Loup cavalerie » après avoir été donné à M. de Saint-Loup le 28 août 1657. Dans le cadre de la guerre franco-espagnole, il participe à la bataille des Dunes en 1658. Il est licencié en 1659, à l'exception de la compagnie du mestre de camp.
 (juin 2025).
- Régiment de Saint-Loup cavalerie (1657-1659)

C'est l'ancien régiment de Granpré cavalerie, qui est renommé « régiment de Saint-Loup cavalerie » après avoir été donné au lieutenant-colonel de Saint-Loup le 18 décembre 1667. Engagé dans la guerre de Dévolution, il combat en Lorraine en 1668 puis il est licencié 24 mai 1668, après le traité d'Aix-la-Chapelle sauf la compagnie de Saint-Loup qui figure sur la liste du 26 février 1670. Rétabli 9 août 1671 à 6 compagnies, le régiment participe dans le cadre de la guerre de Hollande, aux sièges d'Orsoy et de Rhinberg en 1672, au siège de Maastricht en 1673, aux sièges de Besançon et de Dôle, et à la bataille de Seneffe en 1674 puis à la bataille d'Altenheim le 1er août 1675 ou il semble y avoir été détruit, car sa trace se perd a cette période.

## Régiment de Saint-Luc cavalerie
- Régiment de Saint-Luc cavalerie

C'est l'ancien régiment de Saint-Mégrin cavalerie, qui est renommé « régiment de Luc cavalerie » après avoir été donné à M. de Saint-Luc en juillet 1652 après la mort de Jacques Stuert de Caussade, marquis de Saint-Mégrin durant la bataille du faubourg Saint-Antoine. Envoyé en Catalogne en 1653, il est licencié en 1654.

## Régiment de Saint-Mathieu cavalerie
- Régiment de Saint-Mathieu cavalerie

Le régiment est levé, le 24 septembre 1651, Jean du Tillet, vicomte de Saint-Mathieu. Il combat en Flandre et est réformé après la campagne.

## Régiment de Saint-Mégrin cavalerie
- Régiment de Saint-Mégrin cavalerie

Le régiment est levé, le 24 septembre 1651, en Guyenne, par Jacques Stuert de Caussade, marquis de Saint-Mégrin. Il fait partie de l'armée de Turenne en 1652, et participe aux batailles de Saint-Denis et du faubourg Saint-Antoine durant laquelle le marquis de Saint-Mégrin est tué et remplacé par M. de Saint-Luc. Le régiment devient alors « régiment de Saint-Luc cavalerie ».

## Régiment de Saint-Pouanges cavalerie
- Régiment de Saint-Pouanges cavalerie

C'est l'ancien régiment d'Auneuil cavalerie, qui est renommé « régiment de Saint-Pouanges  cavalerie »  après avoir été donné à François Gilbert Colbert, marquis de Saint-Pouanges, le 20 décembre 1696. Il prend le nom de régiment de Chambonas cavalerie après avoir été donné à N. marquis de Chambonas, en janvier 1716.

## Régiment de Saint-Remèze cavalerie
- Régiment de Saint-Remèze cavalerie

C'est l'ancien régiment du Roure cavalerie, qui est renommé « régiment de Saint-Remèze cavalerie » après avoir été donné, en janvier 1641 à M. de Saint-Remèze. Engagé dans la guerre de Trente Ans, il participe à la prise d'Ivrée, au siège de Chivasso, aux prises de Ceva, de Pianezza, de Mondovi... puis il passe en Catalogne en 1642, et assiste aux prises de Villalongua, de Martorell, et à la bataille de Lérida. En 1643 il passe en Italie, et se trouve à la prise de Trino. Le régiment est licencié à la fin de la campagne.

## Régiment de Saint-Rémy dragons
- Régiment de Saint-Rémy dragons

Le régiment est levé, le 27 mai 1635, sur le pied de 500 chevaux, sur la frontière du Luxembourg, par le marquis de Saint-Rémy dans le cadre de la guerre de Trente Ans. Le régiment combat en Lorraine et en Allemagne en 1636. Il est cassé le 30 juillet 1636. Les compagnies étrangères du régiment, forment le régiment de dragons-étrangers d'Arzilliers et les compagnies françaises sont en même temps réparties dans les régiments de cavalerie, à raison d'une par régiment.

## Carabins Saint-Simon cavalerie
- Carabins Saint-Simon cavalerie

C'est l'ancien Carabins Étrangers de Saint-Simon, qui, cassé le 30 juillet 1636 est rétabli le 20 janvier 1638 avec les anciens carabins sous le nom de « régiment de Saint-Simon cavalerie » toujours sous les ordres de Claude de Rouvroy, duc de Saint-Simon. Engagé dans la guerre de Trente Ans, il est envoyé en Espagne, où il participe au siège de Fontarabie en 1638. Il est envoyé en Italie en 1639, et se trouve à la prise de Saluces, rejoint le Roussillon en 1641, la Catalogne en 1642 où il assiste à la bataille de Lérida, passe en Flandre en 1647 puis il retourne en Catalogne en 1650, y sert jusqu'en 1654. Envoyé en Picardie en 1655, il participe à la bataille des Dunes en 1658. Le régiment est licencié le 10 juillet 1660 après le traité des Pyrénées.

## Régiment de Saint-Silvestre cavalerie
- Régiment de Saint-Silvestre cavalerie

Le 26 septembre 1684, le régiment reçoit l'incorporation du régiment de Cayeux cavalerie (1675-1696)

## Régiment de Sainte-Cécile cavalerie
- Régiment de Sainte-Cécile cavalerie

Ce régiment est levé le 13 février 1648, par Michel Mazarin cardinal de Sainte-Cécile, frère de Jules Mazarin, et commandé par Charles, marquis de La Fare. Le régiment prend le nom de régiment de La Fare cavalerie après avoir été vendu à son commandant Charles, marquis de La Fare le 26 mai 1649.

## Régiment de Saarbrück cavalerie
- Régiment de Saarbrück cavalerie 

Ce régiment allemand de la principauté de Nassau-Sarrebruck est levé le 13 février 1648 dans le cadre de la guerre franco-espagnole par le comte de Nassau-Saarbrück. Engagé en Flandre il participe à la bataille de Lens. Son colonel ayant été tué durant la bataille, il est donné au colonel Bambach et prend alors le nom de régiment de Bambach cavalerie.

## Régiment de Saucourt cavalerie
- Régiment de Saucourt cavalerie

C'est l'ancien régiment Bellebrune cavalerie, qui est renommé « régiment du Saucourt cavalerie » après avoir été donné en 1655 à M. Saucourt. Engagé dans la guerre franco-espagnole, il est licencié en Picardie en 1656.

## Régiment du Saussay cavalerie
- Régiment du Saussay cavalerie

C'est l'ancien régiment de La Chapelle-Baloue cavalerie, qui est renommé « régiment du Saussay cavalerie » après avoir été donné en 1644 à M. du Saussay. Dans le cadre de la guerre de Trente Ans, il participe aux combats en Catalogne, durant lesquels il est décimé. Il prend le nom de régiment de Lillebonne cavalerie après que les débris du corps aient été donné le 12 février 1646 à François-Marie de Lorraine comte de Lillebonne qui le rétablit.

## Régiment de Sauvebœuf cavalerie (1635-1636)
- Régiment de Sauvebœuf cavalerie (1635-1636)

Ce régiment est levé le 16 mai 1635, par Antoine-Charles de Ferrières, marquis de Sauvebœuf dans le cadre de la guerre de Trente Ans. Engagé sur la Meuse, il rejoint l'Italie en 1636 et est cassé le 30 juillet 1636.

## Régiment de Sauvebœuf cavalerie (1651-1652)
- Régiment de Sauvebœuf cavalerie (1651-1652)

Le régiment est levé, le 24 septembre 1651, par Antoine Charles de Ferrières, marquis de Sauvebœuf. Formé en Guyenne, il participe au secours de Cognac et est licencié en 1652 après les troubles.

## Régiment de Schack cavalerie
- Régiment de Schack cavalerie  

C'est l'ancien régiment de Wittinghof cavalerie, qui est renommé « régiment de Schack cavalerie » après avoir été donné le 12 août 1643 au comte de Schack. Dans le cadre de la guerre de Trente Ans, il combat au siège de Tortose en Catalogne. Il prend le nom de régiment du Lac cavalerie après avoir été donné le 1er mai 1650 à Pierre de Villacomblay du Lac.

## Régiment de Scherpfengel cavalerie
- Régiment de Scherpfengel cavalerie 

Ce régiment allemand est admis à la solde du royaume de France en octobre 1643 dans le cadre de la guerre de Trente Ans. Il combat en Allemagne, et est détruit à la bataille de Tuttlingen .

## Régiment de Schomberg dragons
- Régiment de Schomberg dragons (ancien Volontaires de Saxe)

## Régiment de Schulemberg cavalerie
- Régiment de Schulemberg cavalerie

C'est l'autre nom du régiment de Montdejeu  cavalerie.

## Régiment de Schütz cavalerie
- Régiment de Schütz cavalerie  

C'est l'ancien régiment de Lameth cavalerie, qui est renommé « régiment de Schütz cavalerie » après avoir été donné en 1648, au colonel Schütz. Engagé dans la guerre de Trente Ans il combat en Allemagne et est licencié la même année après la paix

## Régiment de Septimanie dragons
- Régiment de Septimanie dragons

## Régiment de Servon cavalerie
- Régiment de Servon cavalerie

C'est l'ancien régiment de La Rablière cavalerie, qui est renommé « régiment de Servon cavalerie » après avoir été donné, après avoir été donné, le 13 juillet 1680, à Henri de Lyonne comte de Servon. Durant la guerre des Réunions il est engagé au siège de Luxembourg en 1684, puis il se trouve au camp de la Saône en 1688, puis dans le cadre de la guerre de la Ligue d'Augsbourg, il se trouve en Roussillon en 1689, en Italie en 1690, ou il participe à la bataille de Staffarda, et aux prises de Barges et de Suze en 1690 puis aux prises de Villefranche, de Montalban, de Nice, de Veillane, et de Montmélian en 1691. Il rejoint les côtes de Bretagne, de 1692 à 1693 puis il prend le nom de régiment de La Tournelle cavalerie après avoir été donné, le 30 mars 1693, au chevalier de La Tournelle.

## Régiment de Seyron cavalerie
- Régiment de Seyron cavalerie

Le régiment est levé, le 24 avril 1647, par Jean de Seyron. Envoyé en Italie, il participe aux sièges de Casalmaggiore et de Crémone en 1647, et à la bataille de Crémone en 1648. Il rentre en France en 1649, et son nom disparaît durant les troubles de la Fronde.

## Régiment de Sillery cavalerie
- Régiment de Sillery cavalerie

C'est l'ancien régiment de Crussol cavalerie, qui est renommé « régiment de Sillery cavalerie » après avoir été donné  en 1639 à M. de Bruslard de Sillery. Dans le cadre de la guerre de Trente Ans il est envoyé en Picardie et participe au siège d'Arras en 1640. Il prend le nom de régiment de Balthazard cavalerie après avoir été donné en 1641 à Jean de Balthazard.

## Régiment de Sirot-hongrois cavalerie
- Régiment de Sirot-hongrois cavalerie 

Le régiment est formé, le 8 juillet 1635, par Claude d'Eltouf de Pradines, baron de Sirot dans le cadre de la guerre de Trente Ans. Affecté sur le Rhin, il est participe au secours de Mayence, à la bataille de Vaudrevange en 1635, aux sièges d'Haguenau et de Saverne en 1636. Cassé le 30 juillet 1636, il est rétabli le 24 janvier 1638 et envoyé en Flandre, au siège de Saint-Omer, en 1638, puis il passe en Champagne en 1639, en Picardie en 1640, participe à la bataille de Rocroi en 1643 puis il passe en Allemagne où il est écrasé à la bataille de Tuttlingen le 25 novembre 1643. Ses débris servent en Flandre en 1644 et sont licenciés à la fin de la campagne.

## Régiment de Sirot cavalerie
- Régiment de Sirot cavalerie .

C'est l'ancien régiment de Bonickhausen cavalerie, qui est renommé « régiment de Sirot cavalerie » après avoir été donné le 22 juillet 1647, à Claude d'Eltouf de Pradines, baron de Sirot. Engagé dans la guerre franco-espagnole, il passe en Flandre et participe au siège de Lens en 1647, et à la bataille de Lens en 1648. Il est licencié en février 1650.

## Régiment de Soissons cavalerie (1657-1661)
- Régiment de Soissons cavalerie (1657-1661)

C'est l'ancien régiment de  Marolles étranger cavalerie, qui est renommé « régiment de Soissons cavalerie » après avoir été donné en 1657, à Eugène-Maurice de Savoie, comte de Soissons. Dans le cadre de la guerre franco-espagnole, il est engagé dans la bataille des Dunes et  siège de Dunkerque en 1658. Il est licencié le 18 avril 1661

## Régiment de Souastre cavalerie
- Régiment de Souastre cavalerie

Ce régiment est cité sur les listes officielles en 1691, et il y est cité jusqu'à l'année 1698, où il a dû être réformé.

## Régiment de Sourdis cavalerie
- Régiment de Sourdis cavalerie

Ce régiment est formé, le 16 mai 1635, par Charles d'Escoubleau, marquis de Sourdis, mestre de camp général de la cavalerie légère, avec la compagnie de chevau-légers du régiment de Mestre de Camp Général cavalerie et d'autres. Engagé dans la guerre de Trente Ans, il rejoint l'armée du Rhin en 1635, avec laquelle il participe au siège de Spire. Le régiment est cassé le 30 juillet 1636.

## Régiment de Souvré-Piémont cavalerie
- Régiment de Souvré-Piémont cavalerie

Ce régiment piémontais est levé en 1630 par Jacques de Souvré, pour le service du duc de Savoie, et passe à la solde du royaume de France, 16 mai 1635. Engagé dans la guerre franco-espagnole, il se fait remarquer au combat de La Route (La Rotta), en Piémont, près de Carmagnole, et il continua de servir en Italie. Le 20 mars 1647, Anne d'Autriche acheta ce régiment pour son second fils, Philippe duc d'Anjou et le régiment prend alors le nom de régiment du Duc d'Anjou cavalerie.

## Régiment de Streef cavalerie
- Régiment de Streef cavalerie  

Ce régiment weimarien est admis à la solde de la France le 26 octobre 1635, sous le commandement du colonel Jean de Streef, qui était colonel général de la cavalerie weymarienne jusqu'en 1638. Il sert en Bourgogne et Lorraine en 1635, retourne en Bourgogne en 1636, passe en Flandre en 1638, et participe au siège de Landrecies, rejoint la Champagne en 1639, assiste à la bataille de Thionville, en 1639, et prend garnison à Metz de 1640 à 1644, passe en Flandre en 1645, à Béthune en 1646, en Flandre de 1647 à 1653, en Alsace en 1654. Il est réduit en compagnies franches en 1654.

## Régiment de Sully cavalerie
- Régiment de Sully cavalerie

Le régiment est levé, le 11 février 1643, par le marquis de Sully dans le cadre de la guerre de Trente Ans. Envoyé en Picardie, il se trouve à la bataille de Rocroi. Il prend le nom de régiment de Charost cavalerie (1644-1646) après avoir été donné, le 22 février 1644, à Louis de Béthune, comte de Charost.